# Nederlandse kampioenschappen schaatsen afstanden 2009 - 1500 meter mannen
De Nederlandse kampioenschappen schaatsen afstanden 2009 - 1500 meter mannen worden gehouden op zondag 2 november 2008. Er zijn vijf plaatsen te verdelen voor de Wereldbeker schaatsen 2008/09. Sven Kramer 2e op het WK en Simon Kuipers 5e op het WK en 2e in het World Cup klassement hebben een beschermde status, voor hen volstaat een plaats bij de eerste acht voor deelname aan de wereldbeker. Titelverdediger is Simon Kuipers die de titel pakte tijdens de Nederlandse kampioenschappen schaatsen afstanden 2008.

## Statistieken

### Uitslag
| #      | Schaatser         | Tijd       |
| ------ | ----------------- | ---------- |
| Goud   | Sven Kramer       | 1.45,81    |
| Zilver | Mark Tuitert      | 1.46,06    |
| Brons  | Simon Kuipers     | 1.46,35    |
| 4      | Erben Wennemars   | 1.46,67    |
| 5      | Stefan Groothuis  | 1.47,11    |
| 6      | Rhian Ket         | 1.47,89    |
| 7      | Beorn Nijenhuis   | 1.47,91    |
| 8      | Koen Verweij      | 1.47,97 PR |
| 9      | Sjoerd de Vries   | 1.48,29    |
| 10     | Lars Elgersma     | 1.48,52    |
| 11     | Remco Olde Heuvel | 1.48,56    |
| 12     | Stevin Hilbrands  | 1.49,06 PR |
| 13     | Tom Prinsen       | 1.49,18    |
| 14     | Jan Blokhuijsen   | 1.49,44    |
| 15     | Ben Jongejan      | 1.49,48    |
| 16     | Tim Roelofsen     | 1.49,67    |
| 17     | Yuri Solinger     | 1.49,79    |
| 18     | Renz Rotteveel    | 1.49,86 PR |
| 18     | Pim Schipper      | 1.49,86    |
| 20     | Tom Schuit        | 1.50,38    |
| 21     | Elwin Hulsink     | 1.50,59 PR |
| 22     | Tim Salomons      | 1.51,90    |
| 23     | Bart van den Berg | 1.51,98    |
| -      | Jarno Meijer      | val        |

### Loting
| Rit | Binnenbaan        | Buitenbaan       |
| --- | ----------------- | ---------------- |
| 1   | Tim Roelofsen     | Renz Rotteveel   |
| 2   | Bart van den Berg | Elwin Hulsink    |
| 3   | Lars Elgersma     | Jan Blokhuijsen  |
| 4   | Tom Schuit        | Stevin Hilbrands |
| 5   | Pim Schipper      | Tim Salomons     |
| 6   | Yuri Solinger     | Sjoerd de Vries  |
| 7   | Rhian Ket         | Koen Verweij     |
| 8   | Remco Olde Heuvel | Jarno Meijer     |
| 9   | Beorn Nijenhuis   | Stefan Groothuis |
| 10  | Tom Prinsen       | Simon Kuipers    |
| 11  | Ben Jongejan      | Mark Tuitert     |
| 12  | Erben Wennemars   | Sven Kramer      |

- Volledige Loting (pdf-formaat)[dode link]

1987 · 
1988 · 
1989 · 
1990 · 
1991 · 
1992 · 
1993 · 
1994 · 
1995 · 
1996 · 
1997 · 
1998 · 
1999 · 
2000 · 
2001 · 
2002 · 
2003 · 
2004 · 
2005 · 
2006 · 
2007 · 
2008 · 
2009 · 
2010 · 
2011 · 
2012 · 
2013 · 
2014 · 
2015 · 
2016 · 
2017 · 
2018 · 
2019 · 
2020 · 
2021 · 
2022 · 
2023 · 
2024 · 
2025